# Brittney Reese
Brittney Reese, född den 9 september 1986 i Gulfport, Mississippi, är en amerikansk friidrottare som tävlar i längdhopp.
Reeses stora genombrott kom när hon var i final vid VM 2007 i Osaka där hon slutade på åttonde plats efter ett hopp på 6,60. Hon deltog även vid Olympiska sommarspelen 2008 i Peking, där hon slutade på femte plats efter att hoppat 6,76 meter.
Under 2009 vann hon guld vid VM 2009 i Berlin efter att ha hoppat 7,10 meter. Det var första gången som hon hoppade längre än sju meter. Hon avslutade friidrottsåret med att vinna IAAF World Athletics Final 2009, denna gång efter att ha hoppat 7,08 meter.
2011 försvarade Reese sitt VM-guld i Daegu med ett segerhopp på 6,82 meter.
Vid olympiska sommarspelen 2020 i Tokyo tog Reese silver i längdhopp efter ett hopp på 6,97 meter, 3 cm bakom vinnaren Malaika Mihambo.

## Personliga rekord
Utomhus
- Längdhopp: 7,31 (Eugene, 2 juli 2016)

Inomhus
- Längdhopp: 7,23 (Istanbul, 11 mars 2012) 0AR0